# Пауль Зелльнер
Пауль Зелльнер (нім. Paul Söllner, 5 червня 1911 — 8 квітня 1991) — німецький академічний веслувальник.
Олімпійський чемпіон 1936 року в складі розпашної четвірки зі стерновим.